# Jorge Nolasco
Jorge Nolasco (Buenos Aires, Argentina; 26 de agosto de 1958-Ibídem, 17 de junio de 2017) fue un actor, director teatral y docente argentino.

## Carrera
Joven actor de rasgos marcados, sus ojos claros y su cabello rubio se hicieron conocidos en la pantalla chica argentina a comienzos de la década de 1990, en donde cubrió roles generalmente de "soporte". Luego pasó a tener participaciones más definidas y valoradas por la crítica, sobre todo en cine.
Se formó en actuación con Lito Cruz y Augusto Fernandes; en comedia musical con Ricky Pashkus, Carlos Gianni y Mariano Moruja. Estudió canto con Marcela Pietrokovsky y Moira Santa Ana. Sus primeros pasos lo dio con Omar Bordachar.
En cine actuó en películas como El mismo amor, la misma lluvia dirigida por Juan José Campanella, junto a Ricardo Darín y Soledad Villamil; Campo Cerezo, con dirección de Patricia Martín García junto a Marta Bianchi; y La campana donde tuvo un rol protagónico, bajo la mano de Fredy Torres, donde acompañó a Lito Cruz.
En televisión tuvo participaciones en ciclos, ficciones, unitarios  y miniseries, tales como Cosecharás tu siembra, Por siempre mujercitas, Campeones de la vida, Primicias, Ilusiones, 099 Central, Máximo corazón, Los simuladores, Durmiendo con mi jefe, Padre Coraje, Hombres de honor, Alma pirata, Mujeres de nadie, Malparida, Lobo, Historias de corazón y Divina, está en tu corazón.
Como director, dirigió la obra teatral Volpone de Ben Jonson adaptada por Mauricio Kartún y David Amitín y fue docente de los cursos gratuitos de actuación ante cámara de la Asociación Argentina de Actores.
También fue un comprometido y activo colaborador de la Asociación Argentina de Actores. En 2014 fue jurado de la Comedia Municipal de Bahía Blanca en representación de la Asociación Argentina de Actores.

## Vida privada
En 1996 nació su primera hija Lola. Estuvo en pareja desde 1998 hasta 2015 con la autora y directora Gabriela Fiore, hija del reconocido primer actor secundario Roberto Fiore (1936-2006), con quien tuvo un hijo de nombre Julián, un actor y rapero argentino.

## Fallecimiento
En la madrugada del sábado 17 de junio de 2017 murió sorpresivamente de un ataque cardíaco a los 58 años. Tras realizársele una autopsia, sus restos fueron sepultados en el Panteón de la Asociación Argentina de Actores, del Cementerio de La Chacarita.

## Filmografía
| Año  | Título                         | Personaje       | Director               |
| ---- | ------------------------------ | --------------- | ---------------------- |
| 2015 | Abismo (corto)                 |                 | Gisela Peláez          |
| 2011 | La campana                     | Juan            | Fredy Torres           |
| 2009 | Campo Cerezo                   |                 | Patricia Martín García |
| 1999 | El mismo amor, la misma lluvia | Actor de teatro | Juan José Campanella   |

## Televisión
| Año       | Título                                                             | Personaje                  | Canal      | Notas                               |
| --------- | ------------------------------------------------------------------ | -------------------------- | ---------- | ----------------------------------- |
| 1992      | Cosecharás tu siembra                                              |                            | Canal 9    | Actor de reparto                    |
| 1996      | Por siempre mujercitas                                             |                            | Canal 9    | Actor de reparto                    |
| 1998      | Socios y más                                                       |                            | Canal 13   | Rol secundario                      |
| 1998      | Chiquititas                                                        |                            | Telefe     | Actor de reparto                    |
| 1999      | Campeones de la vida                                               | Raúl                       | Canal 13   | Actor de reparto                    |
| 2000      | Primicias                                                          | Federico Pereyra           | Canal 13   | Actor secundario                    |
| 2000      | Ilusiones compartidas                                              | Román Castillo             | Canal 13   | Actor de reparto                    |
| 2002      | Máximo corazón                                                     | Mariano Duvafi             | Telefe     | Actor secundario                    |
| 2002      | Los simuladores (ep. "Marcela y Paul" y "Un trabajo involuntario") | Sr. Pasternak              | Telefe     | Actor de reparto                    |
| 2002      | 099 Central                                                        | Ignacio Ruiz               | Canal 13   | Actor de reparto                    |
| 2003      | Durmiendo con mi jefe                                              | Fernando, abogado de Edith | Canal 13   | Actor de reparto                    |
| 2004      | Padre Coraje                                                       | Roly                       | Canal 13   | Actor invitado                      |
| 2005      | Hombres de honor                                                   | Nello Calvi                | Canal 13   | Villano secundario                  |
| 2006      | Alma pirata                                                        | Omar José Gerónimo         | Telefe     | Villano, papel antagónico principal |
| 2007      | Mujeres de nadie                                                   | Jorge Oltegui              | Canal 13   | Actor invitado                      |
| 2010/2011 | Malparida                                                          | Emiliano Brazenas          | Canal 13   | Actor secundario                    |
| 2012      | Lobo                                                               | Huertas                    | Canal 13   | Actor invitado                      |
| 2012      | El Pueblo del Pomelo Rosado                                        | Taranto                    | TV Pública | Actor secundario                    |
| 2013      | Historias de corazón (ep.La profe)                                 | Omar                       | Telefe     | Actor de reparto                    |
| 2015      | El otro                                                            | Pablo "Coca" Suárez        | TV Pública | Actor de reparto                    |
| 2017      | Divina, está en tu corazón                                         | Gianfranco                 | Canal 13   | Actor invitado                      |

## Teatro
Como actor:
- Cuesta abajo, de Gabriela Fiore dirigida por Luis Longhi.
- "La casita de los viejos" de Mauricio Kartun dirigida por Gabriela Fiore
- "El sol en la cara" Dirigida por Gabriela Fiore
- "La basura no me asusta"
- Retratos de una vieja leyenda, Fausto, por Augusto Fernandes.
- Éxodo con puesta de Lito Cruz.
- " La ópera de los tres centavos" por Betty Gambartes
- El príncipe y el mendigo
- "Orestes el último tango" por Betty Gambartes
- "Ningún cielo más querido" por Rodrigo Cárdenas

Como director: 
- 2016: Volpone.